# Lijst van rijksmonumenten in Deldenerbroek
De plaats Deldenerbroek telt 17 inschrijvingen in het rijksmonumentenregister. Hieronder een overzicht.
| Object                                         | Oorspronkelijke functie?  | Bouwjaar                     | Architect | Locatie               | Coördinaten?                  | Nr.?   | Afbeelding                                     |
| ---------------------------------------------- | ------------------------- | ---------------------------- | --------- | --------------------- | ----------------------------- | ------ | ---------------------------------------------- |
| Backenhagen: Huis Backenhagen                  | Kasteel, buitenplaats     | 1842                         |           | Almelosestraat 14     | 52° 17' 16" NB, 6° 39' 50" OL | 473318 | Meer afbeeldingen                              |
| Backenhagen: historische tuin- en parkaanleg   | Tuin, park en plantsoen   | 17e en 18e eeuw              |           | Almelosestraat bij 14 | 52° 17' 16" NB, 6° 39' 42" OL | 473319 | Upload foto                                    |
| Backenhagen: bouwhuis Backenhagen              | Bijgebouwen kastelen enz. | 17e of eerste helft 18e eeuw |           | Almelosestraat 16     | 52° 17' 17" NB, 6° 39' 52" OL | 473320 | Upload foto                                    |
| Backenhagen: ijskelder                         | Tuin, park en plantsoen   | ca. 1850                     |           | Almelosestraat 14     | 52° 17' 16" NB, 6° 39' 52" OL | 473321 | Upload foto                                    |
| Backenhagen: brug met zuilsokkels              | Tuin, park en plantsoen   | ca. 1910                     |           | Almelosestraat 14     | 52° 17' 16" NB, 6° 39' 47" OL | 473322 | Upload foto                                    |
| Backenhagen: tuinhuis                          | Tuin, park en plantsoen   | ca. 1850                     |           | Almelosestraat 14     | 52° 17' 14" NB, 6° 39' 47" OL | 473323 | Upload foto                                    |
| Backenhagen: brug                              | Tuin, park en plantsoen   | ca. 1910                     |           | Almelosestraat 14     | 52° 17' 16" NB, 6° 39' 47" OL | 473324 | Upload foto                                    |
| Backenhagen: brug annex dam met hek            | Tuin, park en plantsoen   | ca. 1850                     |           | Almelosestraat 14     | 52° 17' 16" NB, 6° 39' 47" OL | 473325 | Upload foto                                    |
| Backenhagen: hek met pijlers                   | Tuin, park en plantsoen   | ca. 1910                     |           | Almelosestraat 14     | 52° 17' 21" NB, 6° 39' 52" OL | 473326 | Upload foto                                    |
| Backenhagen: twee zuilsokkels                  | Tuin, park en plantsoen   |                              |           | Almelosestraat 14     | 52° 17' 23" NB, 6° 39' 57" OL | 473327 | Upload foto                                    |
| Backenhagen: vier stoeppalen                   | Tuin, park en plantsoen   | ca. 1900                     |           | Almelosestraat 14     | 52° 17' 16" NB, 6° 39' 52" OL | 473328 | Upload foto                                    |
| Hoeve de Haar: boerderij van het hallehuistype | Boerderij                 | 1927                         |           | Grote Looweg 4        | 52° 17' 47" NB, 6° 41' 28" OL | 507790 | Hoeve de Haar: boerderij van het hallehuistype |
| Hoeve de Haar: varkensschuur                   | Boerderij                 | 1927                         |           | Grote Looweg 4        | 52° 17' 47" NB, 6° 41' 28" OL | 507791 | Upload foto                                    |
| Seppenwoolde                                   | Boerderij                 | 1905                         |           | Seppenwooldsweg 3     | 52° 16' 2" NB, 6° 38' 28" OL  | 507805 | Upload foto                                    |
| Welberg                                        | Boerderij                 | 1858 1885                    |           | Welbergsweg 6         | 52° 16' 60" NB, 6° 39' 58" OL | 7549   | Meer afbeeldingen                              |
| De Tibbe                                       | Boerderij                 |                              |           | Welbergsweg 4         | 52° 17' 4" NB, 6° 39' 56" OL  | 7550   | Meer afbeeldingen                              |
| Perseverance                                   | Boerderij                 | 1854                         |           | Almelosestraat 10     | 52° 17' 23" NB, 6° 39' 55" OL | 7554   | Meer afbeeldingen                              |